# Білл Волтон
Вільям Теодор Волтон III (англ. William Theodore Walton III; 5 листопада 1952, Ла-Меса, Каліфорнія, США — 27 травня 2024) — американський професіональний баскетболіст, що грав на позиції центрового за декілька команд НБА, зокрема за «Портленд Трейл-Блейзерс», яка навіки закріпила за ним ігровий № 32. Гравець національної збірної США. Дворазовий чемпіон НБА.
1993 року введений до Баскетбольної Зали слави (як гравець).

## Ігрова кар'єра

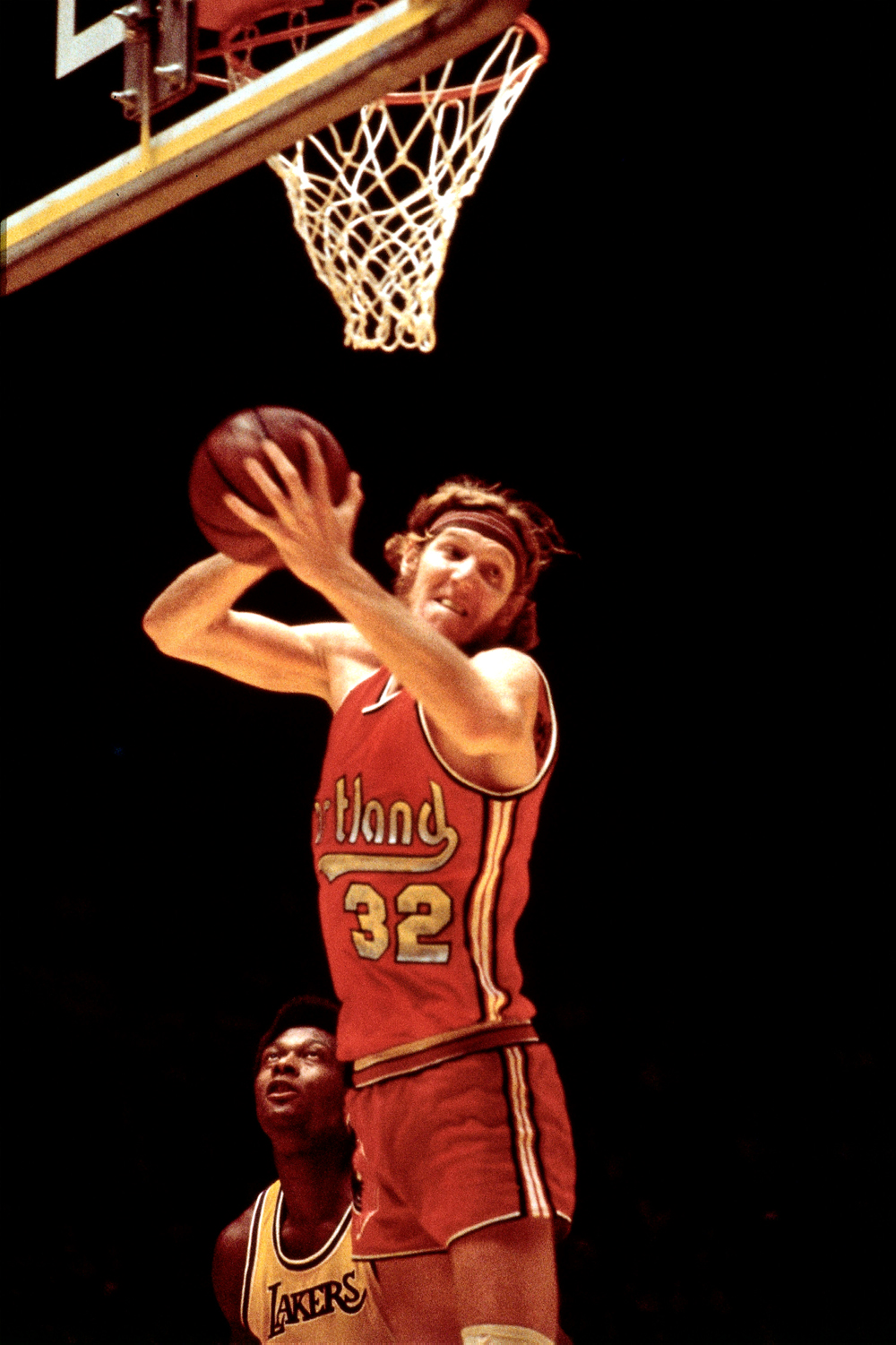
Волтон у 1975

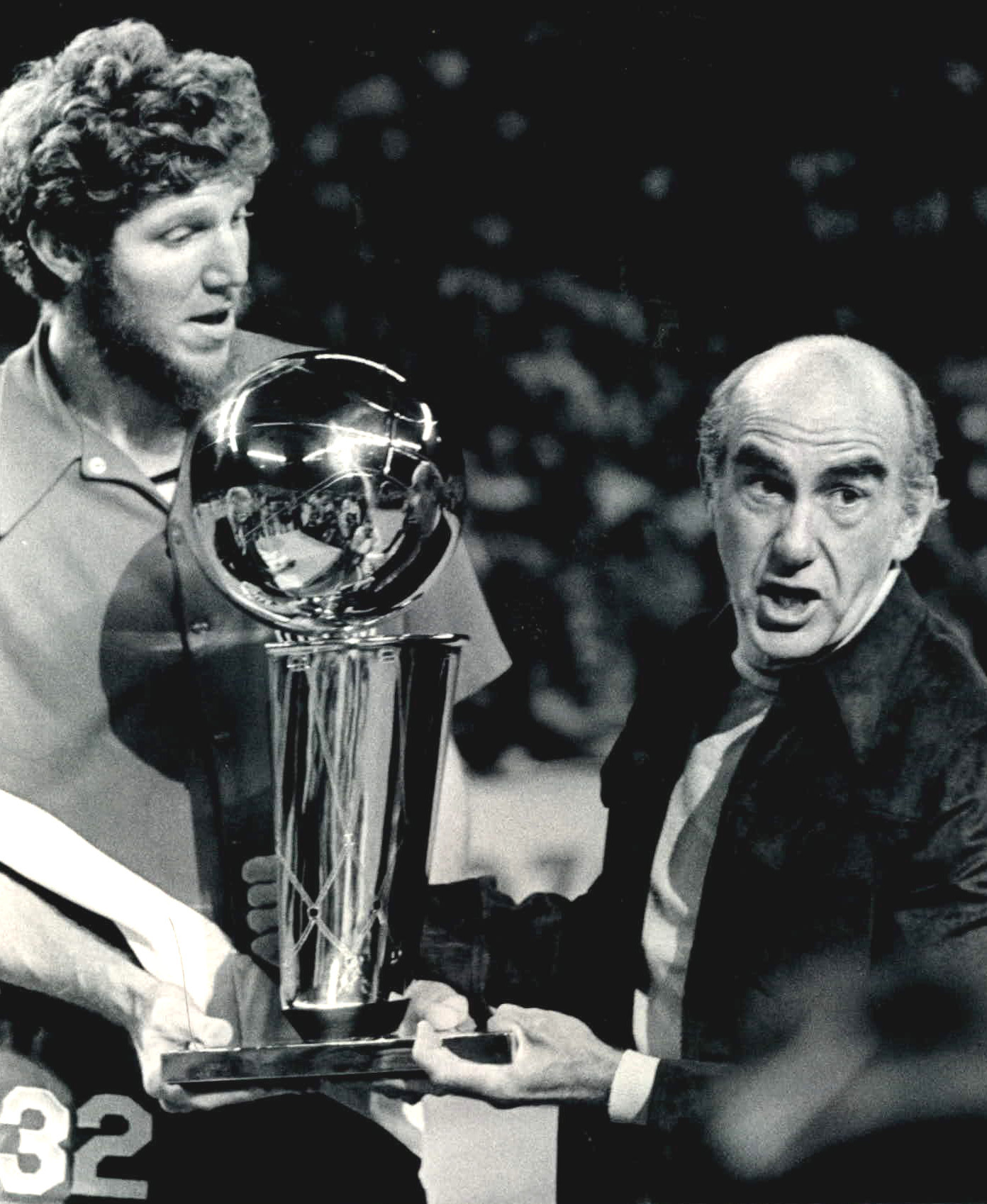
Волтон та Джек Рамсі тримають кубок чемпіонів НБА, 1977

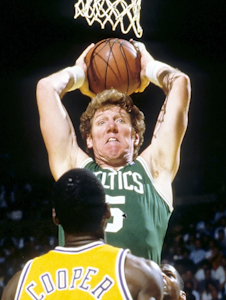
Майкл Купер спостерігає як Волтон забирає підбирання під час Фіналу НБА 1987

На університетському рівні грав за команду УКЛА (1971—1974). Провів видатну студентську кар'єру, вигравши два чемпіонства NCAA. Він також двічі визнавався найвидатнішим гравцем Фіналу чотирьох турніру NCAA, тричі включався у символічну першу збірну NCAA та тричі визнавався найкращим баскетболістом США серед студентів.
1974 року був обраний командою «Санд-Дієго Конкістадорс» з АБА та у першому раунді драфту НБА під загальним 1-м номером командою «Портленд Трейл-Блейзерс». Професійну кар'єру розпочав 1974 року виступами за тих же «Портленд Трейл-Блейзерс», захищав кольори команди з Портленда протягом наступних 4 сезонів. У сезоні 1976—1977 був лідером НБА за підбираннями та блок-шотами за матч. Того сезону він також отримав запрошення на Матч усіх зірок НБА, проте не зумів там зіграти через травму. Допоміг «Портленду» дійти до фіналу Західної конференції, де він розромив «Лос-Анджелес Лейкерс». У Фіналі НБА «Портленд» обіграв «Філадельфію» та став чемпіоном НБА, а Волтон отримав нагороду Найціннішого гравця Фіналу НБА.
1978 року, незважаючи на отриману травму, здобув приз Найціннішого гравця НБА, а також зіграв на Матчі всіх зірок.
З 1979 по 1985 рік також грав у складі «Сан-Дієго / Лос-Анджелес Кліпперс». Більшість часу проведеного в «Кліпперс», провів у лазареті команди.
Останньою ж командою в кар'єрі гравця стала «Бостон Селтікс», до складу якої він приєднався 1985 року в обмін на Седріка Максвелла. Відіграв за команду з Бостона 2 сезони. У своєму першому сезоні зіграв аж у 80 матчах, виходячи на заміну замість Кевіна Макгейла та Роберта Періша. Його вдала гра дозволила йому отримати нагороду Найкращого шостого гравця НБА, а команді виграти титул чемпіона НБА.

## Статистика виступів в НБА
| † | Позначає сезон, в якому Білл Волтон ставав чемпіоном НБА |
| * | Лідер ліги                                               |

### Регулярний сезон
| Сезон             | Команда                   | GP  | GS  | MPG  | FG%  | 3P%  | FT%   | RPG   | APG | SPG | BPG  | PPG  |
| ----------------- | ------------------------- | --- | --- | ---- | ---- | ---- | ----- | ----- | --- | --- | ---- | ---- |
| 1974–75           | «Портленд Трейл-Блейзерс» | 35  | –   | 32.9 | .513 | –    | .686  | 12.6  | 4.8 | .8  | 2.7  | 12.8 |
| 1975–76           | «Портленд Трейл-Блейзерс» | 51  | –   | 33.1 | .471 | –    | .583  | 13.4  | 4.3 | 1.0 | 1.6  | 16.1 |
| 1976–77†          | «Портленд Трейл-Блейзерс» | 65  | –   | 34.8 | .528 | –    | .697  | 14.4* | 3.8 | 1.0 | 3.2* | 18.6 |
| 1977–78           | «Портленд Трейл-Блейзерс» | 58  | –   | 33.3 | .522 | –    | .720  | 13.2  | 5.0 | 1.0 | 2.5  | 18.9 |
| 1979–80           | «Сан-Дієго Кліпперс»      | 14  | –   | 24.1 | .503 | –    | .593  | 9.0   | 2.4 | .6  | 2.7  | 13.9 |
| 1982–83           | «Сан-Дієго Кліпперс»      | 33  | 32  | 33.3 | .528 | –    | .556  | 9.8   | 3.6 | 1.0 | 3.6  | 14.1 |
| 1983–84           | «Сан-Дієго Кліпперс»      | 55  | 46  | 26.8 | .556 | .000 | .597  | 8.7   | 3.3 | .8  | 1.6  | 12.1 |
| 1984–85           | «Лос-Анджелес Кліпперс»   | 67  | 37  | 24.6 | .521 | .000 | .680  | 9.0   | 2.3 | .7  | 2.1  | 10.1 |
| 1985–86†          | «Бостон Селтікс»          | 80  | 2   | 19.3 | .562 | –    | .713  | 6.8   | 2.1 | .5  | 1.3  | 7.6  |
| 1986–87           | «Бостон Селтікс»          | 10  | 0   | 11.2 | .385 | –    | .533  | 3.1   | .9  | .1  | 1.0  | 2.8  |
| Усього за кар'єру | Усього за кар'єру         | 468 | 117 | 28.3 | .521 | .000 | .660  | 10.5  | 3.4 | .8  | 2.2  | 13.3 |
| Ігри всіх зірок   | Ігри всіх зірок           | 1   | 1   | 31.0 | .429 | –    | 1.000 | 10.0  | 2.0 | 3.0 | 2.0  | 15.0 |

### Плей-оф
| Сезон  | Команда                   | GP | GS | MPG  | FG%  | 3P%  | FT%  | RPG  | APG | SPG | BPG | PPG  |
| ------ | ------------------------- | -- | -- | ---- | ---- | ---- | ---- | ---- | --- | --- | --- | ---- |
| 1977†  | «Портленд Трейл-Блейзерс» | 19 | –  | 39.7 | .507 | –    | .684 | 15.2 | 5.5 | 1.1 | 3.4 | 18.2 |
| 1978   | «Портленд Трейл-Блейзерс» | 2  | –  | 24.5 | .611 | –    | .714 | 11.0 | 2.0 | 1.5 | 1.5 | 13.5 |
| 1986†  | «Бостон Селтікс»          | 16 | 0  | 18.2 | .581 | .000 | .826 | 6.4  | 1.7 | .4  | .8  | 7.9  |
| 1987   | «Бостон Селтікс»          | 12 | 0  | 8.5  | .480 | –    | .357 | 2.6  | .8  | .3  | 0.3 | 2.4  |
| Усього | Усього                    | 49 | 0  | 24.4 | .525 | .000 | .673 | 9.1  | 3.0 | .7  | 1.7 | 10.8 |

## Кар'єра на ТБ
Після завершення ігрової кар'єри Волтон подолав свою проблему із заїканням та став баскетбольним коментатором. Він працював на телеканал CBS (1990), NBC (1990—2002) та ABC/ESPN (2002—2009), а також для «Лос-Анджелес Кліпперс» (1990—2002). 2009 року залишив коментаторську справу через проблеми зі спиною, ушкодження якої отримав ще під час студентською кар'єри. Після операції на спині повернувся до коментування матчів «Сакраменто Кінгс» на сезони 2010—2011 та 2011—2012.
2012 року було оголошено, що він підписав контракт з ESPN на коментування матчів конференції Pac-12 з NCAA.

## Особисте життя
Проживає у Сан-Дієго з дружиною Лорі. У шлюбі з першою дружиною С'юзі народилося четверо синів: Адам, Натан, Люк і Кріс. Люк — колишній гравець НБА, який виступав за «Лос-Анджелес Лейкерс», дворазовий чемпіон НБА, після завершення ігрової кар'єри став тренером. Інші сини Волтона грали в баскетбол на студентському рівні.